# Фишкил (Њујорк)
Фишкил (енгл. Fishkill) град је у америчкој савезној држави Њујорк.

## Демографија
По попису из 2010. године број становника је 2.171, што је 436 (25,1%) становника више него 2000. године.
| Група             | 2000.         | 2010.         |
| Белци             | 1.551 (89,4%) | 1.464 (67,4%) |
| Афроамериканци    | 48 (2,8%)     | 120 (5,5%)    |
| Азијати           | 20 (1,2%)     | 328 (15,1%)   |
| Хиспаноамериканци | 105 (6,1%)    | 236 (10,9%)   |
| Укупно            | 1.735         | 2.171         |